# Turgay Şeren
Turgay Şeren (15 mei 1932 – 6 juli 2016) was een Turks profvoetballer. 

## Clubcarrière
Turgay Şeren speelde bijna twintig jaar voor Galatasaray SK. Hij was aanwezig op het Wereldkampioenschap voetbal 1954, waar hij twee wedstrijden speelde.
Hij overleed in 2016 op 84-jarige leeftijd.

## Statistieken
| Seizoen         | Club            | Land            | Competitie      | Wedstrijden | Doelpunten |
| --------------- | --------------- | --------------- | --------------- | ----------- | ---------- |
| 1947–1966       | Galatasaray SK  | Turkije         | Süper Lig       | 385         | 0          |
| Carrière totaal | Carrière totaal | Carrière totaal | Carrière totaal | 385         | 0          |